# Les morfalous
Les morfalous (en español: Rufianes y tramposos y Los Buitres) es una película francesa dirigida por Henri Verneuil y protagonizada por Jean-Paul Belmondo.

## Argumento
Es la Segunda Guerra Mundial durante la campaña de Túnez de 1942/1943. El 5 de abril de 1943, tropas de la legión francesa tienen la misión de transportar 10.000 kilos de oro en valor de 6 billones de dólares depositados en un banco de El Ksour, en Túnez, a lugar seguro controlado por los franceses antes de que los alemanes lo descubran. 
Cuando llegan a la ciudad abandonada por los combates para hacerlo, son atacados allí por tropas alemanas, que les atacan desde un castillo cercano. Con su ataque ellos consiguen acabar con casi todos. Los restantes pueden, sin embargo, salvarse y esconderse. Luego dos de ellos, que consiguen matar a dos de esos soldados a escondidas que fueron enviados a matar a los supervivientes pensando que ya no tenían munición, consiguen llegar desapercibidos a un cañón abandonado que descubrieron a 400 metros del lugar detrás de una colina vistiéndose para ello con los uniformes de los dos soldados alemanes muertos. Desde allí consiguen bombardear el castillo con ese cañón y acabar con ellos. 
Sin embargo, asqueados por la guerra, les atrapa la codicia y, después de haber enterrado a sus camaradas muertos, ellos deciden robar el oro para sí en contra de la voluntad de su superior que todavía vive, el Brigadier Beral, el cual quiere continuar y acabar con la misión con éxito. También aparece un alemán con un tanque Tiger para ese propósito mientras que la mujer del jefe del banco ansía lo mismo aunque no puede entrar en el depósito del oro, porque solo su marido, que también está presente puede abrirlo. 
De esa manera empiezan las intrigas, las traiciones y los asesinatos. Finalmente el único que queda es el Sargento Pierre Augagneur, que quiere el oro para sí. Transporta el oro con la ayuda del tanque del alemán hacia el sur con la esperanza de transportar el oro hacia sitio seguro en provecho propio. 
Sin embargo, a punto de conseguir su propósito, es sorprendido por un ejército francés que de pronto aparece en el lugar, por lo que tiene que entregar el oro haciéndolo parecer como si simplemente había cumplido su misión bajo la mejor manera posible bajo las circunstancias habiendo muerto todos los demás. Es tratado como un héroe y recibe por ello una medalla y popularidad aunque siempre tendrá que ocultar lo ocurrido.   

## Reparto
- Jean-Paul Belmondo - Sargento Pierre Augagneur
- Michel Constantin - Ayudante Edouard Mahuzard
- Marie Laforêt - Hélène de La Roche-Fréon
- Michel Creton - Legionario Boissier
- Jacques Villeret - Brigadier Béral
- François Perrot - François de La Roche-Fréon
- Maurice Auzel - Legionario Borzik
- Matthias Habich - Oberstleutnant Karl Brenner
- Pierre Semmler - Hauptmann Ulrich Dieterle

## Producción
La película fue filmada entre el septiembre de 1983 y el noviembre de 1983. Fue filmada en Túnez y en los estudios de cine de París en Francia.

## Recepción
La obra cinematográfica se convirtió en un gran éxito de taquilla. Logró convertirse en la quinta película más taquillera de 1984 en Francia.